# Phyllosticta dioscoreicola
Phyllosticta dioscoreicola är en svampart som beskrevs av Brunaud 1889. Phyllosticta dioscoreicola ingår i släktet Phyllosticta och familjen Botryosphaeriaceae.   Inga underarter finns listade i Catalogue of Life.